# Тенорний корнет

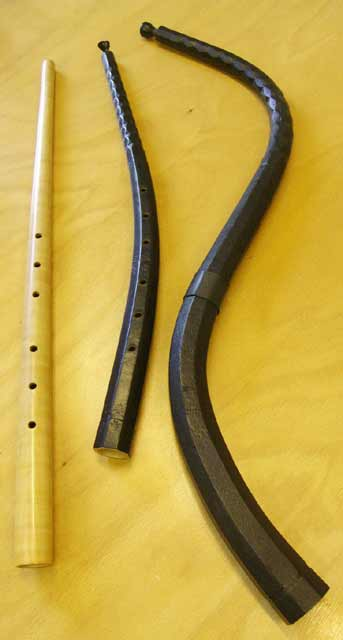
Три різні корнети: співний корнет, гнутий корнет і лізард (тенорний корнет)

Тенорний корнет або лізард був поширеним музичним інструментом у періоди Ренесансу та Бароко. Цей інструмент зазвичай виготовлявся в тональності "до", а педальна (найнижча) нота більшості тенорних корнетів була "до" нижче середнього "до". Декілька збережених інструментів мають ключ для фіксації найнижчої ноти. Інструмент має корисний діапазон приблизно в дві з половиною октави, однак досвідчений музикант з сильною технікою може здатись підвищити діапазон інструмента.
Теноровий корнет використовувався такими композиторами, як Джованні Габріелі, Генріх Шютц і Орландо ді Лассо, як голос альта або тенора в ансамблі корнетів і тромбонів.

## Номенклатура
Тенорний корнет також був відомий як lyzard, lizarden, lysarden або lyzarden, через форму "S" самого інструмента. Інструмент також мав назви cornetto tenore, cornetto grosso, cornetto storto або cornone італійською, а також Corno, Tenor-Zink або Groß Tenor-Zink німецькою. У низці творів кінця 16 та початку 17 століття є партії для тенорних корнетів, де поруч з партією зазначено лише слово "cornetto" або "cornetto ô trombon". Ми знаємо, що ці партії призначені для тенорного корнета, оскільки вони мають відповідну теситуру музичної лінії та використовується теноровий ключ. Наприклад, у таких творах, як: Canzon in echo duodecimi toni à 10 Джованні Габрієлі та Ist nicht Ephraim mein teurer Sohn SWV 40 (з Psalmen Davids 1619 року) Генріха Шютца. Обидва ці твори містять низькі лінії корнето, написані в теноровому ключі.

## Теситура
Теситура тенорного корнета від до до приблизно мі". Однак досвідчений гравець з потужною технікою дихання та інструментом з малим діаметром може досягти соль" або вище.

## Варіанти
Тенорні корнети, здається, існували в двох варіантах — з малим і великим діаметром. Інструменти з меншим діаметром, ймовірно, були «масштабованими» корнетами, справжніми альтами чи тенорними корнетами. Однак збереглося чимало інструментів з більшим діаметром, і ці інструменти, здається, мали звук, схожий на звук серпента. Тембр інструментів з меншим діаметром звучить більш «сфокусовано» та різко, ніж у їхніх побратимів з більшим діаметром. Деякі сучасні майстри корнетів, наприклад, Крістофер Монк, створюють обидва варіанти тенорного корнета для своїх клієнтів.

## Використання
Тенорний корнет використовувався майже виключно як інструмент для ансамблів. Не збереглося сольних творів цього інструмента. У творах Шютца, Шейна, Шейдта, Преторіуса, Габрієлі, Віадани та інших композиторів 16-17 століття з Венеції тенорний корнет, здається, використовувався як третій чи четвертий голос в інструментальній та вокальній музиці, зазвичай виконуючи альтові або тенорові партії. У творах, де використовуються три чи більше корнетів в одному "хорі", часто вимагалося використання тенорного корнета на найнижчій лінії, вказаній для корнетів. Орландо ді Лассо використовував тенорний корнет у різних варіаціях розбитих ансамблів інструментів під час виступів під його керівництвом при дворі в Мюнхені. Троджано, співак при мюнхенському дворі, перелічує інструментації кількох творів під керівництвом Лассо в 1569 році. Один з творів включав: вісім віол, вісім віол да браджо (скрипки, альти, віолончелі тощо), вісім змішаних духових інструментів: фагот, corna-musa, співний корнет, корнет, тенорний корнет, флейта, дольцайна та басовий тромбон. Тенорний корнет також був популярним інструментом серед Ренесансних вейтів. Фуги Вальтера 1542 року, позначені "особливо для корнетів", вимагають тенорного корнета на найнижчій лінії.